# 波将金阶梯
波坦金阶梯（烏克蘭語：Потьомкінські сходи），是乌克兰敖德萨的一个巨大的阶梯，被认为是从海上方向正式进入城市的入口，也是敖德萨最有名的象征。它建于1837–1841年，在其因電影波坦金戰艦而知名於世前，最初被称为大道阶梯、巨型阶梯或黎塞留阶梯。波坦金阶梯顶部宽12.5米，底部宽21.7米，192级，上升高度27米，全长142米，以強迫透視手法設計，底部寬度大於頂部寬度，给人以更大长度的错觉。

## 黎塞留公爵雕像

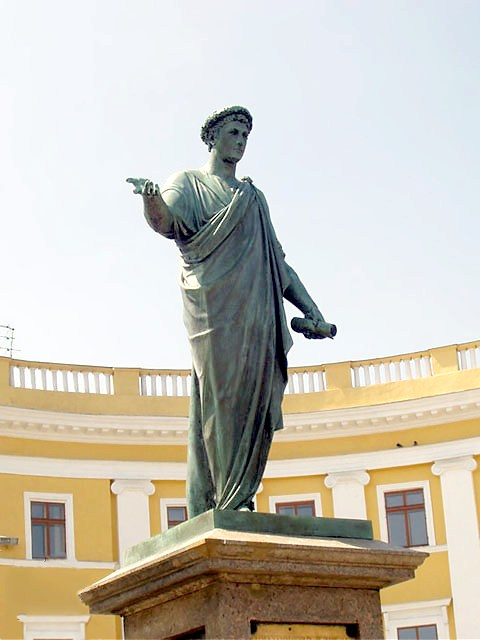
黎塞留公爵雕像

阶梯顶部是敖德萨的第一任市长，法国贵族黎塞留公爵的雕像。